# 2018-as női kosárlabda-világbajnokság
A 2018-as női kosárlabda-világbajnokság a 18. a sportág történetében. Spanyolországban, a Kanári-szigetek csoportjához tartozó Tenerifén rendezték szeptember 22. és 30. között. A világbajnokságon 16 válogatott vett részt. A világbajnok az Egyesült Államok lett, története során 10. alkalommal.

## Helyszínek
| San Cristóbal de La Laguna                          | Santa Cruz de Tenerife        | San Cristóbal de La Laguna Santa Cruz de Tenerife Pozíció a Kanári-szigetek térképén |
| Tenerife Sports Pavilion Santiago Martin            | Palacio Municipal de Deportes | San Cristóbal de La Laguna Santa Cruz de Tenerife Pozíció a Kanári-szigetek térképén |
| csoportkör, nyolcaddöntők, egyenes kieséses szakasz | csoportkör, nyolcaddöntők     | San Cristóbal de La Laguna Santa Cruz de Tenerife Pozíció a Kanári-szigetek térképén |
| Férőhely: 5100                                      | Férőhely: 3600                | San Cristóbal de La Laguna Santa Cruz de Tenerife Pozíció a Kanári-szigetek térképén |

## Résztvevők
| Csapat           | Esemény                              | Részvétel megszerzésének dátuma |
| ---------------- | ------------------------------------ | ------------------------------- |
| Spanyolország    | Rendező                              | 2016. december 14.              |
| Egyesült Államok | Olimpia                              | 2016. augusztus 20.             |
| Belgium          | 2017-es kosárlabda-Európa-bajnokság  | 2017. június 22.                |
| Franciaország    | 2017-es kosárlabda-Európa-bajnokság  | 2017. június 22.                |
| Görögország      | 2017-es kosárlabda-Európa-bajnokság  | 2017. június 22.                |
| Lettország       | 2017-es kosárlabda-Európa-bajnokság  | 2017. június 24.                |
| Törökország      | 2017-es kosárlabda-Európa-bajnokság  | 2017. június 24.                |
| Dél-Korea        | 2017-es kosárlabda-Ázsia-bajnokság   | 2017. július 17.                |
| Ausztrália       | 2017-es kosárlabda-Ázsia-bajnokság   | 2017. július 17.                |
| Kína             | 2017-es kosárlabda-Ázsia-bajnokság   | 2017. július 17.                |
| Japán            | 2017-es kosárlabda-Ázsia-bajnokság   | 2017. július 17.                |
| Kanada           | 2017-es kosárlabda-Amerika-bajnokság | 2017. augusztus 12.             |
| Argentína        | 2017-es kosárlabda-Amerika-bajnokság | 2017. augusztus 12.             |
| Puerto Rico      | 2017-es kosárlabda-Amerika-bajnokság | 2017. augusztus 13.             |
| Nigéria          | 2017-es kosárlabda-Afrika-bajnokság  | 2017. augusztus 26.             |
| Szenegál         | 2017-es kosárlabda-Afrika-bajnokság  | 2017. augusztus 26.             |

## Sorsolás
A sorsolást 2018. február 6-án tartották. Zárójelben a FIBA-világranglista helyezés.
Kiemelés
| 1. kalap                                                                            | 2. kalap                                                                  | 3. kalap                                                   | 4. kalap                                                               |
| ----------------------------------------------------------------------------------- | ------------------------------------------------------------------------- | ---------------------------------------------------------- | ---------------------------------------------------------------------- |
| Egyesült Államok (1.) · Ausztrália (4.) · Spanyolország (2.) · Franciaország (3.) · | Belgium (78.) · Görögország (20.) · Törökország (7.) · Lettország (27.) · | Kanada (6.) · Argentína (16.) · Japán (13.) · Kína (10.) · | Puerto Rico (22.) · Dél-Korea (15.) · Nigéria (42.) · Szenegál (17.) · |

## Csoportkör

### A csoport
| Hely. | Csapat        | M | Gy | V | P+  | P–  | Pk  | P | Továbbjutás                   |
| ----- | ------------- | - | -- | - | --- | --- | --- | - | ----------------------------- |
| 1.    | Kanada        | 3 | 3  | 0 | 234 | 173 | +61 | 6 | Továbbjutott a negyeddöntőbe  |
| 2.    | Franciaország | 3 | 2  | 1 | 224 | 200 | +24 | 5 | Továbbjutott a nyolcaddöntőbe |
| 3.    | Görögország   | 3 | 1  | 2 | 179 | 204 | −25 | 4 | Továbbjutott a nyolcaddöntőbe |
| 4.    | Dél-Korea     | 3 | 0  | 3 | 169 | 229 | −60 | 3 |                               |

| 2018. szeptember 22. 13:30 | Dél-Korea                               | 58–89     | Franciaország   | Palacio Municipal de Deportes, Santa Cruz de Tenerife Nézőszám: 479 Játékvezetők: Luis Castillo (ESP), Andreia Silva (BRA), Maripier Malo (CAN) |
| 2018. szeptember 22. 13:30 | (23–18, 8–25, 12–23, 15–23) Jegyzőkönyv |           |                 | Palacio Municipal de Deportes, Santa Cruz de Tenerife Nézőszám: 479 Játékvezetők: Luis Castillo (ESP), Andreia Silva (BRA), Maripier Malo (CAN) |
| 2018. szeptember 22. 13:30 | Park Ji-s. 15                           | Pont      | Johannés 19     | Palacio Municipal de Deportes, Santa Cruz de Tenerife Nézőszám: 479 Játékvezetők: Luis Castillo (ESP), Andreia Silva (BRA), Maripier Malo (CAN) |
| 2018. szeptember 22. 13:30 | Park Ji-s. 8                            | Lepattanó | Ciak 19         | Palacio Municipal de Deportes, Santa Cruz de Tenerife Nézőszám: 479 Játékvezetők: Luis Castillo (ESP), Andreia Silva (BRA), Maripier Malo (CAN) |
| 2018. szeptember 22. 13:30 | Park Hy. 5                              | Gólpassz  | Époupa, Miyem 4 | Palacio Municipal de Deportes, Santa Cruz de Tenerife Nézőszám: 479 Játékvezetők: Luis Castillo (ESP), Andreia Silva (BRA), Maripier Malo (CAN) |

| 2018. szeptember 22. 17:30 | Görögország                              | 50–81     | Kanada                     | Tenerife Sports Pavilion Santiago Martin, San Cristóbal de La Laguna Nézőszám: 1157 Játékvezetők: Manuel Mazzoni (ITA), Özlem Yalman (TUR), Takaki Kato (JPN) |
| 2018. szeptember 22. 17:30 | (10–23, 15–28, 13–15, 12–15) Jegyzőkönyv |           |                            | Tenerife Sports Pavilion Santiago Martin, San Cristóbal de La Laguna Nézőszám: 1157 Játékvezetők: Manuel Mazzoni (ITA), Özlem Yalman (TUR), Takaki Kato (JPN) |
| 2018. szeptember 22. 17:30 | Maltsi 14                                | Pont      | Gaucher 16                 | Tenerife Sports Pavilion Santiago Martin, San Cristóbal de La Laguna Nézőszám: 1157 Játékvezetők: Manuel Mazzoni (ITA), Özlem Yalman (TUR), Takaki Kato (JPN) |
| 2018. szeptember 22. 17:30 | Spanou 6                                 | Lepattanó | Hamblin, Raincock-Ekunwe 8 | Tenerife Sports Pavilion Santiago Martin, San Cristóbal de La Laguna Nézőszám: 1157 Játékvezetők: Manuel Mazzoni (ITA), Özlem Yalman (TUR), Takaki Kato (JPN) |
| 2018. szeptember 22. 17:30 | Lymoura, Spanou 2                        | Gólpassz  | Gaucher 5                  | Tenerife Sports Pavilion Santiago Martin, San Cristóbal de La Laguna Nézőszám: 1157 Játékvezetők: Manuel Mazzoni (ITA), Özlem Yalman (TUR), Takaki Kato (JPN) |

| 2018. szeptember 23. 11:30 | Kanada                                   | 82–63     | Dél-Korea     | Tenerife Sports Pavilion Santiago Martin, San Cristóbal de La Laguna Nézőszám: 589 Játékvezetők: Natalia Cuello (DOM), Harja Jaladri (INA), Nicolas Fernandes (TAH) |
| 2018. szeptember 23. 11:30 | (18–10, 27–14, 16–16, 21–23) Jegyzőkönyv |           |               | Tenerife Sports Pavilion Santiago Martin, San Cristóbal de La Laguna Nézőszám: 589 Játékvezetők: Natalia Cuello (DOM), Harja Jaladri (INA), Nicolas Fernandes (TAH) |
| 2018. szeptember 23. 11:30 | Nurse 29                                 | Pont      | Park Ji-s. 23 | Tenerife Sports Pavilion Santiago Martin, San Cristóbal de La Laguna Nézőszám: 589 Játékvezetők: Natalia Cuello (DOM), Harja Jaladri (INA), Nicolas Fernandes (TAH) |
| 2018. szeptember 23. 11:30 | négy játékos 6                           | Lepattanó | Park Ji-s. 9  | Tenerife Sports Pavilion Santiago Martin, San Cristóbal de La Laguna Nézőszám: 589 Játékvezetők: Natalia Cuello (DOM), Harja Jaladri (INA), Nicolas Fernandes (TAH) |
| 2018. szeptember 23. 11:30 | Langlois 6                               | Gólpassz  | Park H. 9     | Tenerife Sports Pavilion Santiago Martin, San Cristóbal de La Laguna Nézőszám: 589 Játékvezetők: Natalia Cuello (DOM), Harja Jaladri (INA), Nicolas Fernandes (TAH) |

| 2018. szeptember 23. 17:30 | Franciaország                            | 75–71     | Görögország                | Tenerife Sports Pavilion Santiago Martin, San Cristóbal de La Laguna Nézőszám: 1501 Játékvezetők: Antonio Conde (ESP), Amy Bonner (USA), Duan Zhu (CHN) |
| 2018. szeptember 23. 17:30 | (26–17, 12–19, 16–23, 21–12) Jegyzőkönyv |           |                            | Tenerife Sports Pavilion Santiago Martin, San Cristóbal de La Laguna Nézőszám: 1501 Játékvezetők: Antonio Conde (ESP), Amy Bonner (USA), Duan Zhu (CHN) |
| 2018. szeptember 23. 17:30 | Miyem 20                                 | Pont      | Maltsi 28                  | Tenerife Sports Pavilion Santiago Martin, San Cristóbal de La Laguna Nézőszám: 1501 Játékvezetők: Antonio Conde (ESP), Amy Bonner (USA), Duan Zhu (CHN) |
| 2018. szeptember 23. 17:30 | Gruda 7                                  | Lepattanó | Kaltsidou, Spyridopoulou 5 | Tenerife Sports Pavilion Santiago Martin, San Cristóbal de La Laguna Nézőszám: 1501 Játékvezetők: Antonio Conde (ESP), Amy Bonner (USA), Duan Zhu (CHN) |
| 2018. szeptember 23. 17:30 | Johannès 6                               | Gólpassz  | Lymoura 4                  | Tenerife Sports Pavilion Santiago Martin, San Cristóbal de La Laguna Nézőszám: 1501 Játékvezetők: Antonio Conde (ESP), Amy Bonner (USA), Duan Zhu (CHN) |

| 2018. szeptember 25. 13:30 | Dél-Korea                              | 48–58     | Görögország | Palacio Municipal de Deportes, Santa Cruz de Tenerife Nézőszám: 508 Játékvezetők: Takaki Kato (JPN), Ye Nan (CHN), Luis Castillo |
| 2018. szeptember 25. 13:30 | (17–16, 11–9, 7–20, 13–13) Jegyzőkönyv |           |             | Palacio Municipal de Deportes, Santa Cruz de Tenerife Nézőszám: 508 Játékvezetők: Takaki Kato (JPN), Ye Nan (CHN), Luis Castillo |
| 2018. szeptember 25. 13:30 | Kang 10                                | Pont      | Spanou 13   | Palacio Municipal de Deportes, Santa Cruz de Tenerife Nézőszám: 508 Játékvezetők: Takaki Kato (JPN), Ye Nan (CHN), Luis Castillo |
| 2018. szeptember 25. 13:30 | Park Ji-s. 9                           | Lepattanó | Spanou 12   | Palacio Municipal de Deportes, Santa Cruz de Tenerife Nézőszám: 508 Játékvezetők: Takaki Kato (JPN), Ye Nan (CHN), Luis Castillo |
| 2018. szeptember 25. 13:30 | Lim, Park Ji-s. 4                      | Gólpassz  | Maltsi 5    | Palacio Municipal de Deportes, Santa Cruz de Tenerife Nézőszám: 508 Játékvezetők: Takaki Kato (JPN), Ye Nan (CHN), Luis Castillo |

| 2018. szeptember 25. 20:30 | Kanada                                   | 71–60     | Franciaország  | Palacio Municipal de Deportes, Santa Cruz de Tenerife Nézőszám: 1215 Játékvezetők: Omar Bermúdez (MEX), Amy Bonner (USA), Duan Zhu (CHN) |
| 2018. szeptember 25. 20:30 | (12–25, 14–11, 19–10, 26–14) Jegyzőkönyv |           |                | Palacio Municipal de Deportes, Santa Cruz de Tenerife Nézőszám: 1215 Játékvezetők: Omar Bermúdez (MEX), Amy Bonner (USA), Duan Zhu (CHN) |
| 2018. szeptember 25. 20:30 | Nurse 18                                 | Pont      | Gruda 14       | Palacio Municipal de Deportes, Santa Cruz de Tenerife Nézőszám: 1215 Játékvezetők: Omar Bermúdez (MEX), Amy Bonner (USA), Duan Zhu (CHN) |
| 2018. szeptember 25. 20:30 | Achonwa, Raincock-Ekunwe 10              | Lepattanó | Gruda 8        | Palacio Municipal de Deportes, Santa Cruz de Tenerife Nézőszám: 1215 Játékvezetők: Omar Bermúdez (MEX), Amy Bonner (USA), Duan Zhu (CHN) |
| 2018. szeptember 25. 20:30 | Nurse 6                                  | Gólpassz  | Tchatchouang 5 | Palacio Municipal de Deportes, Santa Cruz de Tenerife Nézőszám: 1215 Játékvezetők: Omar Bermúdez (MEX), Amy Bonner (USA), Duan Zhu (CHN) |

### B csoport
| Hely. | Csapat      | M | Gy | V | P+  | P–  | Pk  | P | Továbbjutás                   |
| ----- | ----------- | - | -- | - | --- | --- | --- | - | ----------------------------- |
| 1.    | Ausztrália  | 3 | 3  | 0 | 260 | 175 | +85 | 6 | Továbbjutott a negyeddöntőbe  |
| 2.    | Nigéria     | 3 | 2  | 1 | 217 | 224 | −7  | 5 | Továbbjutott a nyolcaddöntőbe |
| 3.    | Törökország | 3 | 1  | 2 | 195 | 201 | −6  | 4 | Továbbjutott a nyolcaddöntőbe |
| 4.    | Argentína   | 3 | 0  | 3 | 150 | 222 | −72 | 3 |                               |

| 2018. szeptember 22. 11:30 | Ausztrália                               | 86–68     | Nigéria           | Tenerife Sports Pavilion Santiago Martin, San Cristóbal de La Laguna Nézőszám: 422 Játékvezetők: Yener Yılmaz (TUR), Snehal Bendke (IND), Alexis Mercado (PUR) |
| 2018. szeptember 22. 11:30 | (24–17, 18–14, 21–23, 23–14) Jegyzőkönyv |           |                   | Tenerife Sports Pavilion Santiago Martin, San Cristóbal de La Laguna Nézőszám: 422 Játékvezetők: Yener Yılmaz (TUR), Snehal Bendke (IND), Alexis Mercado (PUR) |
| 2018. szeptember 22. 11:30 | Cambage 34                               | Pont      | Akhator 21        | Tenerife Sports Pavilion Santiago Martin, San Cristóbal de La Laguna Nézőszám: 422 Játékvezetők: Yener Yılmaz (TUR), Snehal Bendke (IND), Alexis Mercado (PUR) |
| 2018. szeptember 22. 11:30 | Cambage 12                               | Lepattanó | Elonu, Nyingifa 6 | Tenerife Sports Pavilion Santiago Martin, San Cristóbal de La Laguna Nézőszám: 422 Játékvezetők: Yener Yılmaz (TUR), Snehal Bendke (IND), Alexis Mercado (PUR) |
| 2018. szeptember 22. 11:30 | George, Talbot 6                         | Gólpassz  | Amukamara 4       | Tenerife Sports Pavilion Santiago Martin, San Cristóbal de La Laguna Nézőszám: 422 Játékvezetők: Yener Yılmaz (TUR), Snehal Bendke (IND), Alexis Mercado (PUR) |

| 2018. szeptember 22. 14:00 | Törökország                            | 63–37     | Argentína | Tenerife Sports Pavilion Santiago Martin, San Cristóbal de La Laguna Nézőszám: 573 Játékvezetők: Omar Bermúdez (MEX), Maj Forsberg (DEN), Arnaud Kom Njilo (CMR) |
| 2018. szeptember 22. 14:00 | (19–11, 14–9, 18–4, 12–13) Jegyzőkönyv |           |           | Tenerife Sports Pavilion Santiago Martin, San Cristóbal de La Laguna Nézőszám: 573 Játékvezetők: Omar Bermúdez (MEX), Maj Forsberg (DEN), Arnaud Kom Njilo (CMR) |
| 2018. szeptember 22. 14:00 | Şenyürek 13                            | Pont      | Rosset 12 | Tenerife Sports Pavilion Santiago Martin, San Cristóbal de La Laguna Nézőszám: 573 Játékvezetők: Omar Bermúdez (MEX), Maj Forsberg (DEN), Arnaud Kom Njilo (CMR) |
| 2018. szeptember 22. 14:00 | Şenyürek 8                             | Lepattanó | Burani 8  | Tenerife Sports Pavilion Santiago Martin, San Cristóbal de La Laguna Nézőszám: 573 Játékvezetők: Omar Bermúdez (MEX), Maj Forsberg (DEN), Arnaud Kom Njilo (CMR) |
| 2018. szeptember 22. 14:00 | Cora 5                                 | Gólpassz  | Gretter 4 | Tenerife Sports Pavilion Santiago Martin, San Cristóbal de La Laguna Nézőszám: 573 Játékvezetők: Omar Bermúdez (MEX), Maj Forsberg (DEN), Arnaud Kom Njilo (CMR) |

| 2018. szeptember 23. 11:00 | Argentína                              | 43–84     | Ausztrália | Palacio Municipal de Deportes, Santa Cruz de Tenerife Nézőszám: 689 Játékvezetők: Takaki Kato (JPN), Yu Jung (TPE), Luis Castillo (ESP) |
| 2018. szeptember 23. 11:00 | (5–21, 8–19, 11–28, 19–16) Jegyzőkönyv |           |            | Palacio Municipal de Deportes, Santa Cruz de Tenerife Nézőszám: 689 Játékvezetők: Takaki Kato (JPN), Yu Jung (TPE), Luis Castillo (ESP) |
| 2018. szeptember 23. 11:00 | Rosset 13                              | Pont      | Cambage 24 | Palacio Municipal de Deportes, Santa Cruz de Tenerife Nézőszám: 689 Játékvezetők: Takaki Kato (JPN), Yu Jung (TPE), Luis Castillo (ESP) |
| 2018. szeptember 23. 11:00 | Llorente 5                             | Lepattanó | Magbegor 8 | Palacio Municipal de Deportes, Santa Cruz de Tenerife Nézőszám: 689 Játékvezetők: Takaki Kato (JPN), Yu Jung (TPE), Luis Castillo (ESP) |
| 2018. szeptember 23. 11:00 | Boquete 3                              | Gólpassz  | Whitcomb 5 | Palacio Municipal de Deportes, Santa Cruz de Tenerife Nézőszám: 689 Játékvezetők: Takaki Kato (JPN), Yu Jung (TPE), Luis Castillo (ESP) |

| 2018. szeptember 23. 20:30 | Nigéria                                 | 74–68     | Törökország               | Palacio Municipal de Deportes, Santa Cruz de Tenerife Nézőszám: 643 Játékvezetők: James Boyer (AUS), Julio Anaya (PAN), Ye Nan (CHN) |
| 2018. szeptember 23. 20:30 | (7–15, 22–17, 23–10, 22–26) Jegyzőkönyv |           |                           | Palacio Municipal de Deportes, Santa Cruz de Tenerife Nézőszám: 643 Játékvezetők: James Boyer (AUS), Julio Anaya (PAN), Ye Nan (CHN) |
| 2018. szeptember 23. 20:30 | Ogoke 22                                | Pont      | Alben 15                  | Palacio Municipal de Deportes, Santa Cruz de Tenerife Nézőszám: 643 Játékvezetők: James Boyer (AUS), Julio Anaya (PAN), Ye Nan (CHN) |
| 2018. szeptember 23. 20:30 | Akhator 10                              | Lepattanó | Hollingsworth, Şenyürek 6 | Palacio Municipal de Deportes, Santa Cruz de Tenerife Nézőszám: 643 Játékvezetők: James Boyer (AUS), Julio Anaya (PAN), Ye Nan (CHN) |
| 2018. szeptember 23. 20:30 | Kalu 5                                  | Gólpassz  | Alben, Cora 3             | Palacio Municipal de Deportes, Santa Cruz de Tenerife Nézőszám: 643 Játékvezetők: James Boyer (AUS), Julio Anaya (PAN), Ye Nan (CHN) |

| 2018. szeptember 25. 11:30 | Ausztrália                               | 90–64     | Törökország      | Tenerife Sports Pavilion Santiago Martin, San Cristóbal de La Laguna Nézőszám: 1805 Játékvezetők: Antonio Conde (ESP), Alexis Mercado (PUR), Daniel García (VEN) |
| 2018. szeptember 25. 11:30 | (32–19, 21–14, 22–16, 15–15) Jegyzőkönyv |           |                  | Tenerife Sports Pavilion Santiago Martin, San Cristóbal de La Laguna Nézőszám: 1805 Játékvezetők: Antonio Conde (ESP), Alexis Mercado (PUR), Daniel García (VEN) |
| 2018. szeptember 25. 11:30 | Cambage 25                               | Pont      | Hollingsworth 11 | Tenerife Sports Pavilion Santiago Martin, San Cristóbal de La Laguna Nézőszám: 1805 Játékvezetők: Antonio Conde (ESP), Alexis Mercado (PUR), Daniel García (VEN) |
| 2018. szeptember 25. 11:30 | Cambage, Bunton 7                        | Lepattanó | Hollingsworth 7  | Tenerife Sports Pavilion Santiago Martin, San Cristóbal de La Laguna Nézőszám: 1805 Játékvezetők: Antonio Conde (ESP), Alexis Mercado (PUR), Daniel García (VEN) |
| 2018. szeptember 25. 11:30 | Ebzery, George 5                         | Gólpassz  | Alben 9          | Tenerife Sports Pavilion Santiago Martin, San Cristóbal de La Laguna Nézőszám: 1805 Játékvezetők: Antonio Conde (ESP), Alexis Mercado (PUR), Daniel García (VEN) |

| 2018. szeptember 25. 17:30 | Argentína                                | 70–75     | Nigéria      | Tenerife Sports Pavilion Santiago Martin, San Cristóbal de La Laguna Nézőszám: 582 Játékvezetők: Natalia Cuello (DOM), Arnaud Kom Njilo (CMR), Andreia Silva (BRA) |
| 2018. szeptember 25. 17:30 | (13–19, 16–13, 19–19, 22–24) Jegyzőkönyv |           |              | Tenerife Sports Pavilion Santiago Martin, San Cristóbal de La Laguna Nézőszám: 582 Játékvezetők: Natalia Cuello (DOM), Arnaud Kom Njilo (CMR), Andreia Silva (BRA) |
| 2018. szeptember 25. 17:30 | Gretter 21                               | Pont      | Amukamara 16 | Tenerife Sports Pavilion Santiago Martin, San Cristóbal de La Laguna Nézőszám: 582 Játékvezetők: Natalia Cuello (DOM), Arnaud Kom Njilo (CMR), Andreia Silva (BRA) |
| 2018. szeptember 25. 17:30 | Gretter, Llorente 7                      | Lepattanó | Akhator 13   | Tenerife Sports Pavilion Santiago Martin, San Cristóbal de La Laguna Nézőszám: 582 Játékvezetők: Natalia Cuello (DOM), Arnaud Kom Njilo (CMR), Andreia Silva (BRA) |
| 2018. szeptember 25. 17:30 | négy játékos 4                           | Gólpassz  | Kalu 4       | Tenerife Sports Pavilion Santiago Martin, San Cristóbal de La Laguna Nézőszám: 582 Játékvezetők: Natalia Cuello (DOM), Arnaud Kom Njilo (CMR), Andreia Silva (BRA) |

### C csoport
| Hely. | Csapat            | M | Gy | V | P+  | P–  | Pk  | P | Továbbjutás                   |
| ----- | ----------------- | - | -- | - | --- | --- | --- | - | ----------------------------- |
| 1.    | Belgium           | 3 | 2  | 1 | 233 | 176 | +57 | 5 | Továbbjutott a negyeddöntőbe  |
| 2.    | Spanyolország (R) | 3 | 2  | 1 | 225 | 196 | +29 | 5 | Továbbjutott a nyolcaddöntőbe |
| 3.    | Japán             | 3 | 2  | 1 | 217 | 220 | −3  | 5 | Továbbjutott a nyolcaddöntőbe |
| 4.    | Puerto Rico       | 3 | 0  | 3 | 150 | 233 | −83 | 3 |                               |

| 2018. szeptember 22. 20:00 | Japán                                    | 71–84     | Spanyolország | Tenerife Sports Pavilion Santiago Martin, San Cristóbal de La Laguna Nézőszám: 4146 Játékvezetők: Amy Bonner (USA), Natalia Cuello (DOM), James Boyer (AUS) |
| 2018. szeptember 22. 20:00 | (10–20, 11–19, 27–22, 23–23) Jegyzőkönyv |           |               | Tenerife Sports Pavilion Santiago Martin, San Cristóbal de La Laguna Nézőszám: 4146 Játékvezetők: Amy Bonner (USA), Natalia Cuello (DOM), James Boyer (AUS) |
| 2018. szeptember 22. 20:00 | Miyazawa 12                              | Pont      | Xargay 15     | Tenerife Sports Pavilion Santiago Martin, San Cristóbal de La Laguna Nézőszám: 4146 Játékvezetők: Amy Bonner (USA), Natalia Cuello (DOM), James Boyer (AUS) |
| 2018. szeptember 22. 20:00 | Miyazawa 6                               | Lepattanó | Nicholls 8    | Tenerife Sports Pavilion Santiago Martin, San Cristóbal de La Laguna Nézőszám: 4146 Játékvezetők: Amy Bonner (USA), Natalia Cuello (DOM), James Boyer (AUS) |
| 2018. szeptember 22. 20:00 | Motohashi 5                              | Gólpassz  | Palau 8       | Tenerife Sports Pavilion Santiago Martin, San Cristóbal de La Laguna Nézőszám: 4146 Játékvezetők: Amy Bonner (USA), Natalia Cuello (DOM), James Boyer (AUS) |

| 2018. szeptember 22. 20:30 | Puerto Rico                            | 36–86     | Belgium      | Palacio Municipal de Deportes, Santa Cruz de Tenerife Nézőszám: 619 Játékvezetők: Yohan Rosso (FRA), Harja Jaladri (INA), Duan Zhu (CHN) |
| 2018. szeptember 22. 20:30 | (3–18, 3–30, 12–24, 18–14) Jegyzőkönyv |           |              | Palacio Municipal de Deportes, Santa Cruz de Tenerife Nézőszám: 619 Játékvezetők: Yohan Rosso (FRA), Harja Jaladri (INA), Duan Zhu (CHN) |
| 2018. szeptember 22. 20:30 | O'Neill 12                             | Pont      | Vanloo 17    | Palacio Municipal de Deportes, Santa Cruz de Tenerife Nézőszám: 619 Játékvezetők: Yohan Rosso (FRA), Harja Jaladri (INA), Duan Zhu (CHN) |
| 2018. szeptember 22. 20:30 | Gwathmey 7                             | Lepattanó | Meesseman 14 | Palacio Municipal de Deportes, Santa Cruz de Tenerife Nézőszám: 619 Játékvezetők: Yohan Rosso (FRA), Harja Jaladri (INA), Duan Zhu (CHN) |
| 2018. szeptember 22. 20:30 | Meléndez 2                             | Gólpassz  | Carpréaux 7  | Palacio Municipal de Deportes, Santa Cruz de Tenerife Nézőszám: 619 Játékvezetők: Yohan Rosso (FRA), Harja Jaladri (INA), Duan Zhu (CHN) |

| 2018. szeptember 23. 13:30 | Belgium                                       | 75–77 (h. u.) | Japán              | Palacio Municipal de Deportes, Santa Cruz de Tenerife Nézőszám: 855 Játékvezetők: Omar Bermúdez (MEX), Maj Forsberg (DEN), Özlem Yalman (TUR) |
| 2018. szeptember 23. 13:30 | (13–17, 19–18, 18–22, 18–11, 7–9) Jegyzőkönyv |               |                    | Palacio Municipal de Deportes, Santa Cruz de Tenerife Nézőszám: 855 Játékvezetők: Omar Bermúdez (MEX), Maj Forsberg (DEN), Özlem Yalman (TUR) |
| 2018. szeptember 23. 13:30 | Mestdagh 23                                   | Pont          | Takada 26          | Palacio Municipal de Deportes, Santa Cruz de Tenerife Nézőszám: 855 Játékvezetők: Omar Bermúdez (MEX), Maj Forsberg (DEN), Özlem Yalman (TUR) |
| 2018. szeptember 23. 13:30 | Meesseman 18                                  | Lepattanó     | Miyazawa, Takada 6 | Palacio Municipal de Deportes, Santa Cruz de Tenerife Nézőszám: 855 Játékvezetők: Omar Bermúdez (MEX), Maj Forsberg (DEN), Özlem Yalman (TUR) |
| 2018. szeptember 23. 13:30 | Allemand 7                                    | Gólpassz      | Fujioka 8          | Palacio Municipal de Deportes, Santa Cruz de Tenerife Nézőszám: 855 Játékvezetők: Omar Bermúdez (MEX), Maj Forsberg (DEN), Özlem Yalman (TUR) |

| 2018. szeptember 23. 20:00 | Spanyolország                           | 78–53     | Puerto Rico     | Tenerife Sports Pavilion Santiago Martin, San Cristóbal de La Laguna Nézőszám: 3157 Játékvezetők: Manuel Mazzoni (ITA), Snehal Bendke (IND), Daniel García (VEN) |
| 2018. szeptember 23. 20:00 | (8–15, 18–10, 22–10, 30–18) Jegyzőkönyv |           |                 | Tenerife Sports Pavilion Santiago Martin, San Cristóbal de La Laguna Nézőszám: 3157 Játékvezetők: Manuel Mazzoni (ITA), Snehal Bendke (IND), Daniel García (VEN) |
| 2018. szeptember 23. 20:00 | Ndour 22                                | Pont      | O'Neill 17      | Tenerife Sports Pavilion Santiago Martin, San Cristóbal de La Laguna Nézőszám: 3157 Játékvezetők: Manuel Mazzoni (ITA), Snehal Bendke (IND), Daniel García (VEN) |
| 2018. szeptember 23. 20:00 | Gil 7                                   | Lepattanó | Meléndez 8      | Tenerife Sports Pavilion Santiago Martin, San Cristóbal de La Laguna Nézőszám: 3157 Játékvezetők: Manuel Mazzoni (ITA), Snehal Bendke (IND), Daniel García (VEN) |
| 2018. szeptember 23. 20:00 | Palau 5                                 | Gólpassz  | három játékos 2 | Tenerife Sports Pavilion Santiago Martin, San Cristóbal de La Laguna Nézőszám: 3157 Játékvezetők: Manuel Mazzoni (ITA), Snehal Bendke (IND), Daniel García (VEN) |

| 2018. szeptember 25. 11:00 | Japán                                    | 69–61     | Puerto Rico | Palacio Municipal de Deportes, Santa Cruz de Tenerife Nézőszám: 1442 Játékvezetők: Georgios Poursanidis (GRE), Maripier Malo (CAN), Yener Yılmaz (TUR) |
| 2018. szeptember 25. 11:00 | (23–15, 20–13, 10–17, 16–16) Jegyzőkönyv |           |             | Palacio Municipal de Deportes, Santa Cruz de Tenerife Nézőszám: 1442 Játékvezetők: Georgios Poursanidis (GRE), Maripier Malo (CAN), Yener Yılmaz (TUR) |
| 2018. szeptember 25. 11:00 | Miyazawa 15                              | Pont      | Gwathmey 23 | Palacio Municipal de Deportes, Santa Cruz de Tenerife Nézőszám: 1442 Játékvezetők: Georgios Poursanidis (GRE), Maripier Malo (CAN), Yener Yılmaz (TUR) |
| 2018. szeptember 25. 11:00 | Miyazawa 14                              | Lepattanó | O'Neill 9   | Palacio Municipal de Deportes, Santa Cruz de Tenerife Nézőszám: 1442 Játékvezetők: Georgios Poursanidis (GRE), Maripier Malo (CAN), Yener Yılmaz (TUR) |
| 2018. szeptember 25. 11:00 | Machida 7                                | Gólpassz  | Rosado 4    | Palacio Municipal de Deportes, Santa Cruz de Tenerife Nézőszám: 1442 Játékvezetők: Georgios Poursanidis (GRE), Maripier Malo (CAN), Yener Yılmaz (TUR) |

| 2018. szeptember 25. 20:00 | Belgium                                  | 72–63     | Spanyolország | Tenerife Sports Pavilion Santiago Martin, San Cristóbal de La Laguna Nézőszám: 3416 Játékvezetők: Yohan Rosso (FRA), James Boyer (AUS), Nicolas Fernandes (TAH) |
| 2018. szeptember 25. 20:00 | (19–15, 20–17, 22–14, 11–17) Jegyzőkönyv |           |               | Tenerife Sports Pavilion Santiago Martin, San Cristóbal de La Laguna Nézőszám: 3416 Játékvezetők: Yohan Rosso (FRA), James Boyer (AUS), Nicolas Fernandes (TAH) |
| 2018. szeptember 25. 20:00 | Mestdagh 21                              | Pont      | Torrens 16    | Tenerife Sports Pavilion Santiago Martin, San Cristóbal de La Laguna Nézőszám: 3416 Játékvezetők: Yohan Rosso (FRA), James Boyer (AUS), Nicolas Fernandes (TAH) |
| 2018. szeptember 25. 20:00 | Meesseman, Raman 8                       | Lepattanó | Nicholls 13   | Tenerife Sports Pavilion Santiago Martin, San Cristóbal de La Laguna Nézőszám: 3416 Játékvezetők: Yohan Rosso (FRA), James Boyer (AUS), Nicolas Fernandes (TAH) |
| 2018. szeptember 25. 20:00 | Allemand 6                               | Gólpassz  | Palau 5       | Tenerife Sports Pavilion Santiago Martin, San Cristóbal de La Laguna Nézőszám: 3416 Játékvezetők: Yohan Rosso (FRA), James Boyer (AUS), Nicolas Fernandes (TAH) |

### D csoport
| Hely. | Csapat           | M | Gy | V | P+  | P–  | Pk  | P | Továbbjutás                   |
| ----- | ---------------- | - | -- | - | --- | --- | --- | - | ----------------------------- |
| 1.    | Egyesült Államok | 3 | 3  | 0 | 289 | 231 | +58 | 6 | Továbbjutott a negyeddöntőbe  |
| 2.    | Kína             | 3 | 2  | 1 | 227 | 227 | 0   | 5 | Továbbjutott a nyolcaddöntőbe |
| 3.    | Szenegál         | 3 | 1  | 2 | 203 | 231 | −28 | 4 | Továbbjutott a nyolcaddöntőbe |
| 4.    | Lettország       | 3 | 0  | 3 | 206 | 236 | −30 | 3 |                               |

| 2018. szeptember 22. 11:00 | Lettország                               | 61–64     | Kína    | Palacio Municipal de Deportes, Santa Cruz de Tenerife Nézőszám: 700 Játékvezetők: Antonio Conde (ESP), Julio Anaya (PAN), Georgios Poursanidis (GRE) |
| 2018. szeptember 22. 11:00 | (10–17, 20–14, 14–13, 17–20) Jegyzőkönyv |           |         | Palacio Municipal de Deportes, Santa Cruz de Tenerife Nézőszám: 700 Játékvezetők: Antonio Conde (ESP), Julio Anaya (PAN), Georgios Poursanidis (GRE) |
| 2018. szeptember 22. 11:00 | Šteinberga 16                            | Pont      | Shao 15 | Palacio Municipal de Deportes, Santa Cruz de Tenerife Nézőszám: 700 Játékvezetők: Antonio Conde (ESP), Julio Anaya (PAN), Georgios Poursanidis (GRE) |
| 2018. szeptember 22. 11:00 | Šteinberga 11                            | Lepattanó | Han 10  | Palacio Municipal de Deportes, Santa Cruz de Tenerife Nézőszám: 700 Játékvezetők: Antonio Conde (ESP), Julio Anaya (PAN), Georgios Poursanidis (GRE) |
| 2018. szeptember 22. 11:00 | Pulvere 5                                | Gólpassz  | Shao 5  | Palacio Municipal de Deportes, Santa Cruz de Tenerife Nézőszám: 700 Játékvezetők: Antonio Conde (ESP), Julio Anaya (PAN), Georgios Poursanidis (GRE) |

| 2018. szeptember 22. 18:00 | Egyesült Államok                         | 87–67     | Szenegál | Palacio Municipal de Deportes, Santa Cruz de Tenerife Nézőszám: 1450 Játékvezetők: Jasmina Juras (SRB), Yu Jung (TPE), Nicolas Fernandes (TAH) |
| 2018. szeptember 22. 18:00 | (18–17, 27–14, 20–17, 22–19) Jegyzőkönyv |           |          | Palacio Municipal de Deportes, Santa Cruz de Tenerife Nézőszám: 1450 Játékvezetők: Jasmina Juras (SRB), Yu Jung (TPE), Nicolas Fernandes (TAH) |
| 2018. szeptember 22. 18:00 | Delle Donne 19                           | Pont      | Sarr 18  | Palacio Municipal de Deportes, Santa Cruz de Tenerife Nézőszám: 1450 Játékvezetők: Jasmina Juras (SRB), Yu Jung (TPE), Nicolas Fernandes (TAH) |
| 2018. szeptember 22. 18:00 | három játékos 6                          | Lepattanó | Sy 8     | Palacio Municipal de Deportes, Santa Cruz de Tenerife Nézőszám: 1450 Játékvezetők: Jasmina Juras (SRB), Yu Jung (TPE), Nicolas Fernandes (TAH) |
| 2018. szeptember 22. 18:00 | Taurasi 7                                | Gólpassz  | Diémé 4  | Palacio Municipal de Deportes, Santa Cruz de Tenerife Nézőszám: 1450 Játékvezetők: Jasmina Juras (SRB), Yu Jung (TPE), Nicolas Fernandes (TAH) |

| 2018. szeptember 23. 14:00 | Szenegál                                 | 70–69     | Lettország    | Tenerife Sports Pavilion Santiago Martin, San Cristóbal de La Laguna Nézőszám: 963 Játékvezetők: Georgios Poursanidis (GRE), Andreia Silva (BRA), Maripier Malo (CAN) |
| 2018. szeptember 23. 14:00 | (15–19, 13–10, 22–23, 20–17) Jegyzőkönyv |           |               | Tenerife Sports Pavilion Santiago Martin, San Cristóbal de La Laguna Nézőszám: 963 Játékvezetők: Georgios Poursanidis (GRE), Andreia Silva (BRA), Maripier Malo (CAN) |
| 2018. szeptember 23. 14:00 | Traoré 19                                | Pont      | Vītola 14     | Tenerife Sports Pavilion Santiago Martin, San Cristóbal de La Laguna Nézőszám: 963 Játékvezetők: Georgios Poursanidis (GRE), Andreia Silva (BRA), Maripier Malo (CAN) |
| 2018. szeptember 23. 14:00 | Diarra 11                                | Lepattanó | Šteinberga 15 | Tenerife Sports Pavilion Santiago Martin, San Cristóbal de La Laguna Nézőszám: 963 Játékvezetők: Georgios Poursanidis (GRE), Andreia Silva (BRA), Maripier Malo (CAN) |
| 2018. szeptember 23. 14:00 | Traoré 4                                 | Gólpassz  | Dikaioulaku 5 | Tenerife Sports Pavilion Santiago Martin, San Cristóbal de La Laguna Nézőszám: 963 Játékvezetők: Georgios Poursanidis (GRE), Andreia Silva (BRA), Maripier Malo (CAN) |

| 2018. szeptember 23. 18:00 | Kína                                     | 88–100    | Egyesült Államok     | Palacio Municipal de Deportes, Santa Cruz de Tenerife Nézőszám: 1979 Játékvezetők: Yohan Rosso (FRA), Arnaud Kom Njilo (CMR), Yener Yılmaz (TUR) |
| 2018. szeptember 23. 18:00 | (20–25, 19–23, 29–29, 20–23) Jegyzőkönyv |           |                      | Palacio Municipal de Deportes, Santa Cruz de Tenerife Nézőszám: 1979 Játékvezetők: Yohan Rosso (FRA), Arnaud Kom Njilo (CMR), Yener Yılmaz (TUR) |
| 2018. szeptember 23. 18:00 | Han 20                                   | Pont      | Stewart 23           | Palacio Municipal de Deportes, Santa Cruz de Tenerife Nézőszám: 1979 Játékvezetők: Yohan Rosso (FRA), Arnaud Kom Njilo (CMR), Yener Yılmaz (TUR) |
| 2018. szeptember 23. 18:00 | Sun 6                                    | Lepattanó | három játékos 6      | Palacio Municipal de Deportes, Santa Cruz de Tenerife Nézőszám: 1979 Játékvezetők: Yohan Rosso (FRA), Arnaud Kom Njilo (CMR), Yener Yılmaz (TUR) |
| 2018. szeptember 23. 18:00 | öt játékos 3                             | Gólpassz  | Clarendon, Taurasi 5 | Palacio Municipal de Deportes, Santa Cruz de Tenerife Nézőszám: 1979 Játékvezetők: Yohan Rosso (FRA), Arnaud Kom Njilo (CMR), Yener Yılmaz (TUR) |

| 2018. szeptember 25. 14:00 | Szenegál                                | 66–75     | Kína       | Tenerife Sports Pavilion Santiago Martin, San Cristóbal de La Laguna Nézőszám: 808 Játékvezetők: Manuel Mazzoni (ITA), Harja Jaladri (INA), Maj Forsberg (DEN) |
| 2018. szeptember 25. 14:00 | (8–10, 11–20, 28–22, 19–23) Jegyzőkönyv |           |            | Tenerife Sports Pavilion Santiago Martin, San Cristóbal de La Laguna Nézőszám: 808 Játékvezetők: Manuel Mazzoni (ITA), Harja Jaladri (INA), Maj Forsberg (DEN) |
| 2018. szeptember 25. 14:00 | Traoré 21                               | Pont      | Li M. 15   | Tenerife Sports Pavilion Santiago Martin, San Cristóbal de La Laguna Nézőszám: 808 Játékvezetők: Manuel Mazzoni (ITA), Harja Jaladri (INA), Maj Forsberg (DEN) |
| 2018. szeptember 25. 14:00 | Diop 7                                  | Lepattanó | Li Yue. 11 | Tenerife Sports Pavilion Santiago Martin, San Cristóbal de La Laguna Nézőszám: 808 Játékvezetők: Manuel Mazzoni (ITA), Harja Jaladri (INA), Maj Forsberg (DEN) |
| 2018. szeptember 25. 14:00 | Diémé 7                                 | Gólpassz  | Li Yua. 7  | Tenerife Sports Pavilion Santiago Martin, San Cristóbal de La Laguna Nézőszám: 808 Játékvezetők: Manuel Mazzoni (ITA), Harja Jaladri (INA), Maj Forsberg (DEN) |

| 2018. szeptember 25. 18:00 | Lettország                              | 76–102    | Egyesült Államok | Palacio Municipal de Deportes, Santa Cruz de Tenerife Nézőszám: 1800 Játékvezetők: Yu Jung (TPE), Jasmina Juras (SRB), Julio Anaya (PAN) |
| 2018. szeptember 25. 18:00 | (19–28, 23–24, 8–26, 26–24) Jegyzőkönyv |           |                  | Palacio Municipal de Deportes, Santa Cruz de Tenerife Nézőszám: 1800 Játékvezetők: Yu Jung (TPE), Jasmina Juras (SRB), Julio Anaya (PAN) |
| 2018. szeptember 25. 18:00 | Šteinberga 30                           | Pont      | Charles 18       | Palacio Municipal de Deportes, Santa Cruz de Tenerife Nézőszám: 1800 Játékvezetők: Yu Jung (TPE), Jasmina Juras (SRB), Julio Anaya (PAN) |
| 2018. szeptember 25. 18:00 | Vītola 10                               | Lepattanó | Stewart 8        | Palacio Municipal de Deportes, Santa Cruz de Tenerife Nézőszám: 1800 Játékvezetők: Yu Jung (TPE), Jasmina Juras (SRB), Julio Anaya (PAN) |
| 2018. szeptember 25. 18:00 | Vītola 6                                | Gólpassz  | Clarendon 7      | Palacio Municipal de Deportes, Santa Cruz de Tenerife Nézőszám: 1800 Játékvezetők: Yu Jung (TPE), Jasmina Juras (SRB), Julio Anaya (PAN) |

## Egyenes kieséses szakasz
|  |                |                |                |                |                  |                |                |                |                  |                  |               |           |               |                |                |                |       |       |
|  | Nyolcaddöntők  | Nyolcaddöntők  | Nyolcaddöntők  |                |                  | Negyeddöntők   | Negyeddöntők   | Negyeddöntők   |                  |                  | Elődöntők     | Elődöntők | Elődöntők     |                |                | Döntő          | Döntő | Döntő |
|  | Nyolcaddöntők  | Nyolcaddöntők  | Nyolcaddöntők  |                |                  | Negyeddöntők   | Negyeddöntők   | Negyeddöntők   |                  |                  | Elődöntők     | Elődöntők | Elődöntők     |                |                | Döntő          | Döntő | Döntő |
|  | szeptember 26. | szeptember 26. | szeptember 26. | szeptember 28. | szeptember 28.   | szeptember 28. |                |                |                  |                  |               |           |               |                |                |                |       |       |
|  | szeptember 26. | szeptember 26. | szeptember 26. | szeptember 28. | szeptember 28.   | szeptember 28. |                |                |                  |                  |               |           |               |                |                |                |       |       |
|  | C2             | Spanyolország  | 63             | A1             | Kanada           | 53             |                |                |                  |                  |               |           |               |                |                |                |       |       |
|  | C2             | Spanyolország  | 63             | A1             | Kanada           | 53             | szeptember 29. |                |                  |                  |               |           |               |                |                |                |       |       |
|  | D3             | Szenegál       | 48             |                |                  |                | Spanyolország  | 68             |                  |                  |               |           |               |                |                |                |       |       |
|  | D3             | Szenegál       | 48             |                |                  |                | Spanyolország  | 68             |                  | Spanyolország    | Spanyolország | 66        |               |                |                |                |       |       |
|  | szeptember 26. | szeptember 26. | szeptember 26. | szeptember 28. | szeptember 28.   | szeptember 28. |                |                |                  | Spanyolország    | Spanyolország | 66        |               |                |                |                |       |       |
|  | szeptember 26. | szeptember 26. | szeptember 26. | szeptember 28. | szeptember 28.   | szeptember 28. |                |                | Ausztrália       | Ausztrália       | 72            |           |               |                |                |                |       |       |
|  | D2             | Kína           | 87             | B1             | Ausztrália       | 83             |                |                | Ausztrália       | Ausztrália       | 72            |           |               |                |                |                |       |       |
|  | D2             | Kína           | 87             | B1             | Ausztrália       | 83             |                | szeptember 30. |                  |                  |               |           |               |                |                |                |       |       |
|  | C3             | Japán          | 81             |                |                  |                | Kína           | 42             |                  |                  |               |           |               |                |                |                |       |       |
|  | C3             | Japán          | 81             |                |                  |                | Kína           | 42             |                  | Ausztrália       | Ausztrália    | 56        |               |                |                |                |       |       |
|  | szeptember 26. | szeptember 26. | szeptember 26. | szeptember 28. | szeptember 28.   | szeptember 28. |                |                |                  | Ausztrália       | Ausztrália    | 56        |               |                |                |                |       |       |
|  | szeptember 26. | szeptember 26. | szeptember 26. | szeptember 28. | szeptember 28.   | szeptember 28. |                |                | Egyesült Államok | Egyesült Államok | 73            |           |               |                |                |                |       |       |
|  | A2             | Franciaország  | 78             | C1             | Belgium          | 86             |                |                |                  | Egyesült Államok | 73            |           |               |                |                |                |       |       |
|  | A2             | Franciaország  | 78             | C1             | Belgium          | 86             | szeptember 29. |                |                  |                  |               |           |               |                |                |                |       |       |
|  | B3             | Törökország    | 61             |                |                  |                | Franciaország  | 65             |                  |                  |               |           |               |                |                |                |       |       |
|  | B3             | Törökország    | 61             |                |                  |                | Franciaország  | 65             |                  | Belgium          | Belgium       | 77        | Bronzmérkőzés | Bronzmérkőzés  | Bronzmérkőzés  |                |       |       |
|  | szeptember 26. | szeptember 26. | szeptember 26. | szeptember 28. | szeptember 28.   | szeptember 28. |                |                |                  | Belgium          | Belgium       | 77        | Bronzmérkőzés | Bronzmérkőzés  | Bronzmérkőzés  |                |       |       |
|  | szeptember 26. | szeptember 26. | szeptember 26. | szeptember 28. | szeptember 28.   | szeptember 28. |                |                | Egyesült Államok | Egyesült Államok | 93            |           |               | szeptember 30. | szeptember 30. | szeptember 30. |       |       |
|  | B2             | Nigéria        | 57             | D1             | Egyesült Államok | 71             |                |                | Egyesült Államok | Egyesült Államok | 93            |           |               | szeptember 30. | szeptember 30. | szeptember 30. |       |       |
|  | B2             | Nigéria        | 57             | D1             | Egyesült Államok | 71             |                |                |                  |                  |               |           |               | Spanyolország  | Spanyolország  | 67             |       |       |
|  | A3             | Görögország    | 56             |                |                  |                | Nigéria        | 40             |                  |                  |               |           |               | Spanyolország  | Spanyolország  | 67             |       |       |
|  | A3             | Görögország    | 56             |                |                  |                | Nigéria        | 40             |                  | Belgium          | Belgium       | 60        |               |                |                |                |       |       |
|  |                |                |                |                |                  |                |                |                |                  | Belgium          | Belgium       | 60        |               |                |                |                |       |       |

### Nyolcaddöntők
| 2018. szeptember 26. 11:30 | Kína                                     | 87–81     | Japán        | Palacio Municipal de Deportes, Santa Cruz de Tenerife Nézőszám: 1160 Játékvezetők: Yohan Rosso (FRA), Maj Forsberg (DEN), Georgios Poursanidis (GRE) |
| 2018. szeptember 26. 11:30 | (19–25, 27–19, 21–13, 20–24) Jegyzőkönyv |           |              | Palacio Municipal de Deportes, Santa Cruz de Tenerife Nézőszám: 1160 Játékvezetők: Yohan Rosso (FRA), Maj Forsberg (DEN), Georgios Poursanidis (GRE) |
| 2018. szeptember 26. 11:30 | Shao, Yang 16                            | Pont      | Motohashi 25 | Palacio Municipal de Deportes, Santa Cruz de Tenerife Nézőszám: 1160 Játékvezetők: Yohan Rosso (FRA), Maj Forsberg (DEN), Georgios Poursanidis (GRE) |
| 2018. szeptember 26. 11:30 | Huang 9                                  | Lepattanó | Miyazawa 9   | Palacio Municipal de Deportes, Santa Cruz de Tenerife Nézőszám: 1160 Játékvezetők: Yohan Rosso (FRA), Maj Forsberg (DEN), Georgios Poursanidis (GRE) |
| 2018. szeptember 26. 11:30 | Huang, Li Yua. 7                         | Gólpassz  | Motohashi 7  | Palacio Municipal de Deportes, Santa Cruz de Tenerife Nézőszám: 1160 Játékvezetők: Yohan Rosso (FRA), Maj Forsberg (DEN), Georgios Poursanidis (GRE) |

| 2018. szeptember 26. 14:00 | Nigéria                                 | 57–56     | Görögország | Palacio Municipal de Deportes, Santa Cruz de Tenerife Nézőszám: 479 Játékvezetők: Omar Bermúdez (MEX), Daniel García (VEN), James Boyer (AUS) |
| 2018. szeptember 26. 14:00 | (15–15, 16–11, 17–11, 9–19) Jegyzőkönyv |           |             | Palacio Municipal de Deportes, Santa Cruz de Tenerife Nézőszám: 479 Játékvezetők: Omar Bermúdez (MEX), Daniel García (VEN), James Boyer (AUS) |
| 2018. szeptember 26. 14:00 | Akhator, Kalu 14                        | Pont      | Fasoula 18  | Palacio Municipal de Deportes, Santa Cruz de Tenerife Nézőszám: 479 Játékvezetők: Omar Bermúdez (MEX), Daniel García (VEN), James Boyer (AUS) |
| 2018. szeptember 26. 14:00 | Akhator 13                              | Lepattanó | Fasoula 12  | Palacio Municipal de Deportes, Santa Cruz de Tenerife Nézőszám: 479 Játékvezetők: Omar Bermúdez (MEX), Daniel García (VEN), James Boyer (AUS) |
| 2018. szeptember 26. 14:00 | Elonu, Kalu 4                           | Gólpassz  | Kaltsidou 5 | Palacio Municipal de Deportes, Santa Cruz de Tenerife Nézőszám: 479 Játékvezetők: Omar Bermúdez (MEX), Daniel García (VEN), James Boyer (AUS) |

| 2018. szeptember 26. 17:30 | Franciaország                            | 78–61     | Törökország      | Palacio Municipal de Deportes, Santa Cruz de Tenerife Nézőszám: 832 Játékvezetők: Manuel Mazzoni (ITA), Maripier Malo (CAN), Takaki Kato (JPN) |
| 2018. szeptember 26. 17:30 | (19–10, 19–17, 20–20, 20–14) Jegyzőkönyv |           |                  | Palacio Municipal de Deportes, Santa Cruz de Tenerife Nézőszám: 832 Játékvezetők: Manuel Mazzoni (ITA), Maripier Malo (CAN), Takaki Kato (JPN) |
| 2018. szeptember 26. 17:30 | Gruda 20                                 | Pont      | Hollingsworth 19 | Palacio Municipal de Deportes, Santa Cruz de Tenerife Nézőszám: 832 Játékvezetők: Manuel Mazzoni (ITA), Maripier Malo (CAN), Takaki Kato (JPN) |
| 2018. szeptember 26. 17:30 | Gruda 7                                  | Lepattanó | Hollingsworth 8  | Palacio Municipal de Deportes, Santa Cruz de Tenerife Nézőszám: 832 Játékvezetők: Manuel Mazzoni (ITA), Maripier Malo (CAN), Takaki Kato (JPN) |
| 2018. szeptember 26. 17:30 | Epoupa 8                                 | Gólpassz  | Alben 5          | Palacio Municipal de Deportes, Santa Cruz de Tenerife Nézőszám: 832 Játékvezetők: Manuel Mazzoni (ITA), Maripier Malo (CAN), Takaki Kato (JPN) |

| 2018. szeptember 26. 20:00 | Spanyolország                          | 63–48     | Szenegál | Palacio Municipal de Deportes, Santa Cruz de Tenerife Nézőszám: 3142 Játékvezetők: Julio Anaya (PAN), Natalia Cuello (DOM), Yener Yılmaz (TUR) |
| 2018. szeptember 26. 20:00 | (17–18, 17–16, 12–6, 17–8) Jegyzőkönyv |           |          | Palacio Municipal de Deportes, Santa Cruz de Tenerife Nézőszám: 3142 Játékvezetők: Julio Anaya (PAN), Natalia Cuello (DOM), Yener Yılmaz (TUR) |
| 2018. szeptember 26. 20:00 | Ndour 14                               | Pont      | Thiam 10 | Palacio Municipal de Deportes, Santa Cruz de Tenerife Nézőszám: 3142 Játékvezetők: Julio Anaya (PAN), Natalia Cuello (DOM), Yener Yılmaz (TUR) |
| 2018. szeptember 26. 20:00 | Nicholls 13                            | Lepattanó | Diarra 7 | Palacio Municipal de Deportes, Santa Cruz de Tenerife Nézőszám: 3142 Játékvezetők: Julio Anaya (PAN), Natalia Cuello (DOM), Yener Yılmaz (TUR) |
| 2018. szeptember 26. 20:00 | Palau 4                                | Gólpassz  | Diouf 3  | Palacio Municipal de Deportes, Santa Cruz de Tenerife Nézőszám: 3142 Játékvezetők: Julio Anaya (PAN), Natalia Cuello (DOM), Yener Yılmaz (TUR) |

### Negyeddöntők
| 2018. szeptember 28. 11:30 | Egyesült Államok                      | 71–40     | Nigéria         | Tenerife Sports Pavilion Santiago Martin, San Cristóbal de La Laguna Nézőszám: 1819 Játékvezetők: Georgios Poursanidis (GRE), Arnaud Kom Njilo (CMR), Ye Nan (CHN) |
| 2018. szeptember 28. 11:30 | (9–17, 18–6, 19–12, 25–5) Jegyzőkönyv |           |                 | Tenerife Sports Pavilion Santiago Martin, San Cristóbal de La Laguna Nézőszám: 1819 Játékvezetők: Georgios Poursanidis (GRE), Arnaud Kom Njilo (CMR), Ye Nan (CHN) |
| 2018. szeptember 28. 11:30 | Stewart 19                            | Pont      | Akhator, Kalu 8 | Tenerife Sports Pavilion Santiago Martin, San Cristóbal de La Laguna Nézőszám: 1819 Játékvezetők: Georgios Poursanidis (GRE), Arnaud Kom Njilo (CMR), Ye Nan (CHN) |
| 2018. szeptember 28. 11:30 | Charles 15                            | Lepattanó | Imovbioh 9      | Tenerife Sports Pavilion Santiago Martin, San Cristóbal de La Laguna Nézőszám: 1819 Játékvezetők: Georgios Poursanidis (GRE), Arnaud Kom Njilo (CMR), Ye Nan (CHN) |
| 2018. szeptember 28. 11:30 | Bird, Stewart 5                       | Gólpassz  | Kalu 7          | Tenerife Sports Pavilion Santiago Martin, San Cristóbal de La Laguna Nézőszám: 1819 Játékvezetők: Georgios Poursanidis (GRE), Arnaud Kom Njilo (CMR), Ye Nan (CHN) |

| 2018. szeptember 28. 14:00 | Ausztrália                             | 83–42     | Kína               | Tenerife Sports Pavilion Santiago Martin, San Cristóbal de La Laguna Nézőszám: 1344 Játékvezetők: Amy Bonner (USA), Alexis Mercado (PUR), Daniel García (VEN) |
| 2018. szeptember 28. 14:00 | (24–7, 18–11, 19–16, 22–8) Jegyzőkönyv |           |                    | Tenerife Sports Pavilion Santiago Martin, San Cristóbal de La Laguna Nézőszám: 1344 Játékvezetők: Amy Bonner (USA), Alexis Mercado (PUR), Daniel García (VEN) |
| 2018. szeptember 28. 14:00 | Cambage 20                             | Pont      | Li Yue. 12         | Tenerife Sports Pavilion Santiago Martin, San Cristóbal de La Laguna Nézőszám: 1344 Játékvezetők: Amy Bonner (USA), Alexis Mercado (PUR), Daniel García (VEN) |
| 2018. szeptember 28. 14:00 | Cambage 9                              | Lepattanó | Han, Li Yue. 6     | Tenerife Sports Pavilion Santiago Martin, San Cristóbal de La Laguna Nézőszám: 1344 Játékvezetők: Amy Bonner (USA), Alexis Mercado (PUR), Daniel García (VEN) |
| 2018. szeptember 28. 14:00 | Talbot 5                               | Gólpassz  | Li Yua., Wang S. 3 | Tenerife Sports Pavilion Santiago Martin, San Cristóbal de La Laguna Nézőszám: 1344 Játékvezetők: Amy Bonner (USA), Alexis Mercado (PUR), Daniel García (VEN) |

| 2018. szeptember 28. 17:30 | Belgium                                  | 86–65     | Franciaország  | Tenerife Sports Pavilion Santiago Martin, San Cristóbal de La Laguna Nézőszám: 1879 Játékvezetők: Antonio Conde (ESP), Julio Anaya (PAN), Takaki Kato (JPN) |
| 2018. szeptember 28. 17:30 | (20–17, 33–14, 14–17, 19–17) Jegyzőkönyv |           |                | Tenerife Sports Pavilion Santiago Martin, San Cristóbal de La Laguna Nézőszám: 1879 Játékvezetők: Antonio Conde (ESP), Julio Anaya (PAN), Takaki Kato (JPN) |
| 2018. szeptember 28. 17:30 | K. Mestdagh 23                           | Pont      | Johannès 17    | Tenerife Sports Pavilion Santiago Martin, San Cristóbal de La Laguna Nézőszám: 1879 Játékvezetők: Antonio Conde (ESP), Julio Anaya (PAN), Takaki Kato (JPN) |
| 2018. szeptember 28. 17:30 | Meesseman 9                              | Lepattanó | Gruda 10       | Tenerife Sports Pavilion Santiago Martin, San Cristóbal de La Laguna Nézőszám: 1879 Játékvezetők: Antonio Conde (ESP), Julio Anaya (PAN), Takaki Kato (JPN) |
| 2018. szeptember 28. 17:30 | Allemand 13                              | Gólpassz  | négy játékos 3 | Tenerife Sports Pavilion Santiago Martin, San Cristóbal de La Laguna Nézőszám: 1879 Játékvezetők: Antonio Conde (ESP), Julio Anaya (PAN), Takaki Kato (JPN) |

| 2018. szeptember 28. 20:00 | Kanada                                  | 53–68     | Spanyolország       | Tenerife Sports Pavilion Santiago Martin, San Cristóbal de La Laguna Játékvezetők: Yohan Rosso (FRA), Maj Forsbger (DEN), Omar Bermúdez (MEX) |
| 2018. szeptember 28. 20:00 | (16–13, 11–16, 23–18, 3–21) Jegyzőkönyv |           |                     | Tenerife Sports Pavilion Santiago Martin, San Cristóbal de La Laguna Játékvezetők: Yohan Rosso (FRA), Maj Forsbger (DEN), Omar Bermúdez (MEX) |
| 2018. szeptember 28. 20:00 | Nurse 15                                | Pont      | Ndour 16            | Tenerife Sports Pavilion Santiago Martin, San Cristóbal de La Laguna Játékvezetők: Yohan Rosso (FRA), Maj Forsbger (DEN), Omar Bermúdez (MEX) |
| 2018. szeptember 28. 20:00 | Gaucher 7                               | Lepattanó | Nicholls, Torrens 7 | Tenerife Sports Pavilion Santiago Martin, San Cristóbal de La Laguna Játékvezetők: Yohan Rosso (FRA), Maj Forsbger (DEN), Omar Bermúdez (MEX) |
| 2018. szeptember 28. 20:00 | Gaucher 3                               | Gólpassz  | Palau 5             | Tenerife Sports Pavilion Santiago Martin, San Cristóbal de La Laguna Játékvezetők: Yohan Rosso (FRA), Maj Forsbger (DEN), Omar Bermúdez (MEX) |

### Az 5–8. helyért
| 2018. szeptember 29. 11:30 | Franciaország                            | 84–62     | Nigéria   | Tenerife Sports Pavilion Santiago Martin, San Cristóbal de La Laguna Nézőszám: 549 Játékvezetők: Luis Castillo (ESP), Amy Bonner (USA), Andreia Silva (BRA) |
| 2018. szeptember 29. 11:30 | (18–20, 22–14, 23–10, 21–18) Jegyzőkönyv |           |           | Tenerife Sports Pavilion Santiago Martin, San Cristóbal de La Laguna Nézőszám: 549 Játékvezetők: Luis Castillo (ESP), Amy Bonner (USA), Andreia Silva (BRA) |
| 2018. szeptember 29. 11:30 | Ciak 16                                  | Pont      | Elonu 15  | Tenerife Sports Pavilion Santiago Martin, San Cristóbal de La Laguna Nézőszám: 549 Játékvezetők: Luis Castillo (ESP), Amy Bonner (USA), Andreia Silva (BRA) |
| 2018. szeptember 29. 11:30 | három játékos 5                          | Lepattanó | Akhator 6 | Tenerife Sports Pavilion Santiago Martin, San Cristóbal de La Laguna Nézőszám: 549 Játékvezetők: Luis Castillo (ESP), Amy Bonner (USA), Andreia Silva (BRA) |
| 2018. szeptember 29. 11:30 | Époupa 6                                 | Gólpassz  | Kalu 5    | Tenerife Sports Pavilion Santiago Martin, San Cristóbal de La Laguna Nézőszám: 549 Játékvezetők: Luis Castillo (ESP), Amy Bonner (USA), Andreia Silva (BRA) |

| 2018. szeptember 29. 14:00 | Kanada                                  | 71–76     | Kína      | Tenerife Sports Pavilion Santiago Martin, San Cristóbal de La Laguna Nézőszám: 692 Játékvezetők: Yener Yılmaz (TUR), Jasmina Juras (SRB), James Boyer (AUS) |
| 2018. szeptember 29. 14:00 | (19–16, 29–18, 14–24, 9–18) Jegyzőkönyv |           |           | Tenerife Sports Pavilion Santiago Martin, San Cristóbal de La Laguna Nézőszám: 692 Játékvezetők: Yener Yılmaz (TUR), Jasmina Juras (SRB), James Boyer (AUS) |
| 2018. szeptember 29. 14:00 | Nurse 18                                | Pont      | Li M. 18  | Tenerife Sports Pavilion Santiago Martin, San Cristóbal de La Laguna Nézőszám: 692 Játékvezetők: Yener Yılmaz (TUR), Jasmina Juras (SRB), James Boyer (AUS) |
| 2018. szeptember 29. 14:00 | Achonwa, Plouffe 7                      | Lepattanó | Han 9     | Tenerife Sports Pavilion Santiago Martin, San Cristóbal de La Laguna Nézőszám: 692 Játékvezetők: Yener Yılmaz (TUR), Jasmina Juras (SRB), James Boyer (AUS) |
| 2018. szeptember 29. 14:00 | Langlois 4                              | Gólpassz  | Li Yua. 6 | Tenerife Sports Pavilion Santiago Martin, San Cristóbal de La Laguna Nézőszám: 692 Játékvezetők: Yener Yılmaz (TUR), Jasmina Juras (SRB), James Boyer (AUS) |

### Elődöntők
| 2018. szeptember 29. 17:30 | Belgium                                  | 77–93     | Egyesült Államok   | Tenerife Sports Pavilion Santiago Martin, San Cristóbal de La Laguna Nézőszám: 2595 Játékvezetők: Yohan Rosso (FRA), Yu Jung (TPE), Daniel García (VEN) |
| 2018. szeptember 29. 17:30 | (26–21, 13–19, 18–33, 20–20) Jegyzőkönyv |           |                    | Tenerife Sports Pavilion Santiago Martin, San Cristóbal de La Laguna Nézőszám: 2595 Játékvezetők: Yohan Rosso (FRA), Yu Jung (TPE), Daniel García (VEN) |
| 2018. szeptember 29. 17:30 | Meesseman 23                             | Pont      | Taurasi 26         | Tenerife Sports Pavilion Santiago Martin, San Cristóbal de La Laguna Nézőszám: 2595 Játékvezetők: Yohan Rosso (FRA), Yu Jung (TPE), Daniel García (VEN) |
| 2018. szeptember 29. 17:30 | Meesseman 6                              | Lepattanó | Charles, Stewart 7 | Tenerife Sports Pavilion Santiago Martin, San Cristóbal de La Laguna Nézőszám: 2595 Játékvezetők: Yohan Rosso (FRA), Yu Jung (TPE), Daniel García (VEN) |
| 2018. szeptember 29. 17:30 | Allemand 12                              | Gólpassz  | Bird 7             | Tenerife Sports Pavilion Santiago Martin, San Cristóbal de La Laguna Nézőszám: 2595 Játékvezetők: Yohan Rosso (FRA), Yu Jung (TPE), Daniel García (VEN) |

| 2018. szeptember 29. 20:00 | Spanyolország                           | 66–72     | Ausztrália | Tenerife Sports Pavilion Santiago Martin, San Cristóbal de La Laguna Nézőszám: 3976 Játékvezetők: Manuel Mazzoni (ITA), Natalia Cuello (DOM), Takaki Kato (JPN) |
| 2018. szeptember 29. 20:00 | (15–23, 20–11, 23–16, 8–22) Jegyzőkönyv |           |            | Tenerife Sports Pavilion Santiago Martin, San Cristóbal de La Laguna Nézőszám: 3976 Játékvezetők: Manuel Mazzoni (ITA), Natalia Cuello (DOM), Takaki Kato (JPN) |
| 2018. szeptember 29. 20:00 | Ndour 17                                | Pont      | Cambage 33 | Tenerife Sports Pavilion Santiago Martin, San Cristóbal de La Laguna Nézőszám: 3976 Játékvezetők: Manuel Mazzoni (ITA), Natalia Cuello (DOM), Takaki Kato (JPN) |
| 2018. szeptember 29. 20:00 | három játékos 5                         | Lepattanó | Cambage 15 | Tenerife Sports Pavilion Santiago Martin, San Cristóbal de La Laguna Nézőszám: 3976 Játékvezetők: Manuel Mazzoni (ITA), Natalia Cuello (DOM), Takaki Kato (JPN) |
| 2018. szeptember 29. 20:00 | Palau 8                                 | Gólpassz  | Talbot 8   | Tenerife Sports Pavilion Santiago Martin, San Cristóbal de La Laguna Nézőszám: 3976 Játékvezetők: Manuel Mazzoni (ITA), Natalia Cuello (DOM), Takaki Kato (JPN) |

### A 7. helyért
| 2018. szeptember 30. 11:30 | Kanada                                  | 73–72     | Nigéria     | Tenerife Sports Pavilion Santiago Martin, San Cristóbal de La Laguna Nézőszám: 326 Játékvezetők: Georgios Poursanidis (GRE), Duan Zhu (CHN), Nicolas Fernandes (TAH) |
| 2018. szeptember 30. 11:30 | (21–17, 9–18, 19–19, 24–18) Jegyzőkönyv |           |             | Tenerife Sports Pavilion Santiago Martin, San Cristóbal de La Laguna Nézőszám: 326 Játékvezetők: Georgios Poursanidis (GRE), Duan Zhu (CHN), Nicolas Fernandes (TAH) |
| 2018. szeptember 30. 11:30 | Nurse 17                                | Pont      | Nyingifa 17 | Tenerife Sports Pavilion Santiago Martin, San Cristóbal de La Laguna Nézőszám: 326 Játékvezetők: Georgios Poursanidis (GRE), Duan Zhu (CHN), Nicolas Fernandes (TAH) |
| 2018. szeptember 30. 11:30 | Raincock-Ekunwe 6                       | Lepattanó | Akhator 11  | Tenerife Sports Pavilion Santiago Martin, San Cristóbal de La Laguna Nézőszám: 326 Játékvezetők: Georgios Poursanidis (GRE), Duan Zhu (CHN), Nicolas Fernandes (TAH) |
| 2018. szeptember 30. 11:30 | Nurse, Raincock-Ekunwe 3                | Gólpassz  | Nyingifa 5  | Tenerife Sports Pavilion Santiago Martin, San Cristóbal de La Laguna Nézőszám: 326 Játékvezetők: Georgios Poursanidis (GRE), Duan Zhu (CHN), Nicolas Fernandes (TAH) |

### Az 5. helyért
| 2018. szeptember 30. 14:00 | Kína                                    | 67–81     | Franciaország      | Tenerife Sports Pavilion Santiago Martin, San Cristóbal de La Laguna Nézőszám: 653 Játékvezetők: Julio Anaya (PAN), Snehal Bendke (IND), Maripier Malo (CAN) |
| 2018. szeptember 30. 14:00 | (27–19, 9–18, 14–24, 17–20) Jegyzőkönyv |           |                    | Tenerife Sports Pavilion Santiago Martin, San Cristóbal de La Laguna Nézőszám: 653 Játékvezetők: Julio Anaya (PAN), Snehal Bendke (IND), Maripier Malo (CAN) |
| 2018. szeptember 30. 14:00 | Shao 16                                 | Pont      | Gruda 16           | Tenerife Sports Pavilion Santiago Martin, San Cristóbal de La Laguna Nézőszám: 653 Játékvezetők: Julio Anaya (PAN), Snehal Bendke (IND), Maripier Malo (CAN) |
| 2018. szeptember 30. 14:00 | Sun 9                                   | Lepattanó | Chartereau 6       | Tenerife Sports Pavilion Santiago Martin, San Cristóbal de La Laguna Nézőszám: 653 Játékvezetők: Julio Anaya (PAN), Snehal Bendke (IND), Maripier Malo (CAN) |
| 2018. szeptember 30. 14:00 | Li Yua. 6                               | Gólpassz  | Johannès, Michel 4 | Tenerife Sports Pavilion Santiago Martin, San Cristóbal de La Laguna Nézőszám: 653 Játékvezetők: Julio Anaya (PAN), Snehal Bendke (IND), Maripier Malo (CAN) |

### Bronzmérkőzés
| 2018. szeptember 30. 17:30 | Spanyolország                            | 67–60     | Belgium      | Tenerife Sports Pavilion Santiago Martin, San Cristóbal de La Laguna Nézőszám: 3514 Játékvezetők: Omar Bermúdez (MEX), Maj Forsberg (DEN), Daniel García (VEN) |
| 2018. szeptember 30. 17:30 | (15–15, 17–12, 23–16, 12–17) Jegyzőkönyv |           |              | Tenerife Sports Pavilion Santiago Martin, San Cristóbal de La Laguna Nézőszám: 3514 Játékvezetők: Omar Bermúdez (MEX), Maj Forsberg (DEN), Daniel García (VEN) |
| 2018. szeptember 30. 17:30 | Xargay 17                                | Pont      | Meesseman 24 | Tenerife Sports Pavilion Santiago Martin, San Cristóbal de La Laguna Nézőszám: 3514 Játékvezetők: Omar Bermúdez (MEX), Maj Forsberg (DEN), Daniel García (VEN) |
| 2018. szeptember 30. 17:30 | Nicholls 10                              | Lepattanó | Meesseman 9  | Tenerife Sports Pavilion Santiago Martin, San Cristóbal de La Laguna Nézőszám: 3514 Játékvezetők: Omar Bermúdez (MEX), Maj Forsberg (DEN), Daniel García (VEN) |
| 2018. szeptember 30. 17:30 | Palau 5                                  | Gólpassz  | Allemand 8   | Tenerife Sports Pavilion Santiago Martin, San Cristóbal de La Laguna Nézőszám: 3514 Játékvezetők: Omar Bermúdez (MEX), Maj Forsberg (DEN), Daniel García (VEN) |

### Döntő
| 2018. szeptember 30. 20:00 | Ausztrália                               | 56–73     | Egyesült Államok   | Tenerife Sports Pavilion Santiago Martin, San Cristóbal de La Laguna Játékvezetők: Antonio Conde (ESP), Yu Jung (TPE), Yohan Rosso (FRA) |
| 2018. szeptember 30. 20:00 | (15–20, 12–15, 11–26, 18-12) Jegyzőkönyv |           |                    | Tenerife Sports Pavilion Santiago Martin, San Cristóbal de La Laguna Játékvezetők: Antonio Conde (ESP), Yu Jung (TPE), Yohan Rosso (FRA) |
| 2018. szeptember 30. 20:00 | Alanna Smith 10                          | Pont      | Brittney Griner 15 | Tenerife Sports Pavilion Santiago Martin, San Cristóbal de La Laguna Játékvezetők: Antonio Conde (ESP), Yu Jung (TPE), Yohan Rosso (FRA) |
| 2018. szeptember 30. 20:00 | Liz Cambage 14                           | Lepattanó | Breanna Stewart 8  | Tenerife Sports Pavilion Santiago Martin, San Cristóbal de La Laguna Játékvezetők: Antonio Conde (ESP), Yu Jung (TPE), Yohan Rosso (FRA) |
| 2018. szeptember 30. 20:00 | Jenna O'Hea 4                            | Gólpassz  | Sue Bird 5         | Tenerife Sports Pavilion Santiago Martin, San Cristóbal de La Laguna Játékvezetők: Antonio Conde (ESP), Yu Jung (TPE), Yohan Rosso (FRA) |

| A 2018-as női kosárlabda-világbajnokság győztese |
| ------------------------------------------------ |
| · Egyesült Államok · 10. cím                     |

## Végeredmény
| Arany | Egyesült Államok |  |  |  |  |  |  |  |  |
| Ezüst | Ausztrália       |  |  |  |  |  |  |  |  |
| Bronz | Spanyolország    |  |  |  |  |  |  |  |  |
| 4.    | Belgium          |  |  |  |  |  |  |  |  |
|       |                  |  |  |  |  |  |  |  |  |
| 5.    | Franciaország    |  |  |  |  |  |  |  |  |
| 6.    | Kína             |  |  |  |  |  |  |  |  |
| 7.    | Kanada           |  |  |  |  |  |  |  |  |
| 8.    | Nigéria          |  |  |  |  |  |  |  |  |
|       |                  |  |  |  |  |  |  |  |  |
| 9.    | Japán            |  |  |  |  |  |  |  |  |
| 10.   | Törökország      |  |  |  |  |  |  |  |  |
| 11.   | Görögország      |  |  |  |  |  |  |  |  |
| 12.   | Szenegál         |  |  |  |  |  |  |  |  |
|       |                  |  |  |  |  |  |  |  |  |
| 13.   | Lettország       |  |  |  |  |  |  |  |  |
| 14.   | Dél-Korea        |  |  |  |  |  |  |  |  |
| 15.   | Argentína        |  |  |  |  |  |  |  |  |
| 16.   | Puerto Rico      |  |  |  |  |  |  |  |  |